# 住宅供給公社のニュータウン一覧
住宅供給公社のニュータウン一覧（じゅうたくきょうきゅうこうしゃのニュータウンいちらん）は、地方住宅供給公社のニュータウン・住宅団地を都道府県毎に一覧形式でまとめたものである。

## 北海道地方
- 北海道住宅供給公社
  - 札幌ニュータウン（旧住宅・都市整備公団と施工）（札幌市北区）
  - 屯田団地（札幌市北区、1969年）
  - 屯田中部ニュータウン（札幌圏都市計画事業屯田中部土地区画整理事業）[1][2]
  - 麻生開発（札幌市北区）
  - 北札幌ニュータウン季実の里（札幌市北区）
  - 札幌ニュータウンあいの里（札幌市北区）
  - 豊平6・6北地区・エクセルシオール「デュオ学園の杜」・北海学園大学校舎、第一種市街地再開発事業（札幌市豊平区）
  - 南幌ニュータウンみどり野団地（南幌町）
  - 北海道住宅供給公社南幌団地 - 平成14年: 北海道南幌町・南幌都市計画事業（一団地の住宅施設）
  - 大曲柏葉台団地（北広島市）
  - 旭岡団地（函館市、1976年-1985年、新住宅市街地開発事業）
  - 花畔団地（石狩市、1973年-1977年、新住宅市街地開発事業）

## 東北地方
- 青森県住宅供給公社#主な宅地
- 岩手県住宅供給公社#主な宅地
- 宮城県住宅供給公社
  - 仙台花壇団地（仙台市青葉区）
  - ときわ台
  - ゆとり～と小牛田（美里町）
  - 将監団地（仙台市泉区）
  - 将監ニュータウン（仙台市泉区）
  - 菅谷ニュータウン（利府町）
  - 黒松団地（仙台市）
  - 名取ニュータウン（名取ヶ丘ニュータウン）（名取市）
  - 加茂団地（仙台市）
  - 松陵ニュータウン（仙台市）
  - 愛島東部ニュータウン・愛の杜（名取市）
- 秋田県住宅供給公社#主な宅地
- 山形県住宅供給公社
  - 霞城セントラル（山形市）
  - きらりタウン美郷（大江町）
  - 緑ヶ丘ニュータウン（山辺町）
  - 林泉寺ニュータウン（米沢市）
  - 蔵王みはらしの丘（山形市）
  - そよ風タウン（山形市）
  - “なでしこの里”天童山口（天童市）
  - 天童市大字貫津字石橋
  - 天童市北久野本5丁目分譲（明治乳業工場跡地）
  - 定期借地権みはらしの丘小学校前（山形市）
  - 赤湯駅西（南陽市）
  - 公社タウン高専前・第2高専前（鶴岡市）
- 福島県住宅供給公社#主な宅地

## 関東地方
- 茨城県住宅供給公社
  - 百合が丘ニュータウン（環境共生住宅市街地モデル事業）（大成建設・社団法人建築研究振興協会と）（水戸市）
  - 水戸ニュータウン（水戸市）
- 栃木県住宅供給公社
  - 四季の森とちぎ（栃木市国府町）
  - つつじが丘ニュータウン（矢板市）
  - 戸祭（宇都宮市）
  - 本郷台団地（環境共生住宅市街地モデル事業）（上三川町）
  - 奈坪ニュータウン（宇都宮市）
  - しんとみニュータウン（大田原市）
  - つつじヶ丘ニュータウン（矢板市）
- 埼玉県住宅供給公社
  - オクタビアヒル （共同建て、1991年、象地域設計）（上尾市）
  - コープ愛宕 （共同建て、1989年、総合設計機構）（上尾市）
  - 熊谷下奈良住宅（熊谷市）
  - パブリコートひがしはる野（さいたま都市計画事業大宮深作土地区画整理事業区城内）（さいたま市見沼区）
  - グローブコート大宮南中野（環境共生住宅市街地モデル事業）（さいたま市中野字海老沼他）
  - 川島八幡団地（川島町）
  - ファミリータウン東大宮（さいたま市）
- 千葉県住宅供給公社#主な宅地
- 東京都住宅供給公社#主な団地
- 神奈川県住宅供給公社#主な宅地
- 横浜市住宅供給公社#主な管理物件
- 川崎市住宅供給公社
  - 新ゆりグリーンタウン（日本勤労者住宅協会と、川崎都市計画事業、S52年～S63年）（麻生区）
  - 川崎ゲートタワー（幸区）
  - 中野島多摩川住宅（多摩区）
  - サウザンドシティ（幸区）
  - 河原町団地の一部(1975年- )（幸区）
  - 大宮町住宅（幸区）
  - スターブル藤崎（川崎区）
  - スターブル境町（川崎区）
  - ビバース境町（川崎区）
  - ビバース日進町（川崎区）
  - ビバース田島町（川崎区）
  - スターブル溝ノ口（高津区）
  - スターブル塩浜（川崎区）

## 中部地方
- 新潟県住宅供給公社
  - 早通仏伝住宅公社団地（新潟市北区早通南[3]）
  - 豊栄駅裏団地（新潟市北区柳原[4]）
- 富山県住宅供給公社#主な宅地
- 石川県住宅供給公社
  - 千代野ニュータウン（白山市）
  - 末松ガーデンアイル（野々市市）
  - 潮見台ニュータウン（かほく市）
  - ニュータウン井上の荘（津幡町井上の荘）
  - 白帆台ニュータウン（内灘北部地区土地区画整理事業）（内灘町白帆台）
- 山梨県住宅供給公社#主な宅地/山梨県地域整備公社
- 長野県住宅供給公社
  - JKタウンシリーズ
  - 若槻団地（1970年）（長野市）
  - 福井団地（飯綱町豊野）
  - 犀北第二団地（長野市安茂里犀北）
  - 伊勢宮団地（長野市伊勢宮一丁目）
  - みどり湖駅周辺住宅団地（塩尻市）
  - 片丘（環境共生住宅市街地モデル事業）（塩尻市）
  - 長嶺ニュータウン（中野市）
  - 福与スカイタウン（箕輪町大字福与字梨の木）
- 岐阜県住宅供給公社
  - 尾崎団地（1972年）（各務原市権現山）
  - 岐阜シティ・タワー43ルメゾン岐阜（岐阜市）
- 愛知県住宅供給公社
  - サンコート桃花台（特定優良賃貸住宅）（小牧市桃花台ニュータウン内）
  - サンヒル赤坂（1996年）（豊川市・旧音羽町）
  - 大幸地区環境共生住宅市街地（環境共生住宅市街地モデル事業）（名古屋市東区）
- 名古屋市住宅供給公社
  - 新港栄団地（名古屋市港区）
  - 新泰明団地（名古屋市港区）
  - 白鳥貯木場再開発地区（名古屋市熱田区）
  - 志段味循環型モデル住宅地区（名古屋市守山区）

## 近畿地方
- 京都府住宅供給公社
  - 大住ヶ丘団地（京田辺市大住ヶ丘）
  - 向島ニュータウン（向島団地）（京都都市計画事業）（1971～1988年）（京都市伏見区向島）
- 京都市住宅供給公社
  - ラクセーヌ（西京区）
  - 洛西ニュータウン（西京区）
  - 山科御陵・小山谷田町（山科区）
  - 久我の杜（伏見区久我東町）
  - 醍醐柿原（伏見区醍醐柿原）
  - 向島（伏見区向島）
  - 醍醐北（伏見区醍醐京道町）
- 堺市・堺市住宅供給公社
  - 翁橋住宅（南部大阪都市計画事業）（1985年～）（堺市堺区）
- 大阪府住宅供給公社
  - 新金岡団地（堺市北区）
  - コモンシティ星田（積水ハウスと共同）（交野市）
  - 泉北三原台（基本計画者/上田篤+都市工房、中島龍彦建築研究所）（1983年）（堺市アレイハウス三原台）
  - 泉北ニュータウン（堺市南区・和泉市）
  - 豊中市庄内南（都市計画事業、大阪府と共同）（1981～1985年）（豊中市）
  - みのおBC団地（箕面市）
  - 下田部団地（高槻市）
  - 天保山第五コーポ（大阪市港区みなと遊園跡地）
  - 千里佐竹台メゾネット（東急不動産がマンション建替え事業で「ブランズ南千里」に再生）（吹田市南千里駅前）
- 兵庫県住宅供給公社
  - 加西ハイツ（東播都市計画事業）（加西市）
  - 龍野芦原台（たつの市揖西町芦原台）
  - 和田山弥生が丘（朝来市和田山町弥生が丘）
  - 北淡ウイズタウン（淡路市北淡町浅野南字丸山）
- 神戸市住宅供給公社
  - 西神63.64団地 マイコート美賀多台（環境共生住宅市街地モデル事業）（西区美賀多台3丁目）
  - 西神住宅第2団地（環境共生住宅市街地モデル事業）（西区井吹台）
  - 西神ニュータウン和風タウンハウス（設計・神戸市住宅供給公社+坂倉建築研究所大阪事務所）（1982年）（西区）
- 奈良県住宅供給公社
  - 橿原ニュータウン（橿原市白橿町）
  - ゆうタウン高円（奈良市古市町）
- 和歌山県住宅供給公社#主な宅地

## 中国・四国地方
- 鳥取県住宅供給公社
  - 崎津環境共生住宅市街地（環境共生住宅市街地モデル事業）（米子市）
  - 東伯郡赤碕町環境共生住宅市街地モデル事業（琴浦町）
  - 円護寺団地（鳥取市）
  - つのいニュータウン（鳥取市）
  - 望町団地（鳥取市）
  - 船磯団地（鳥取市）
  - 北園ニュータウン（鳥取市）
- 島根県住宅供給公社
  - パークタウン出雲（環境共生住宅市街地モデル事業）（出雲市）
  - 浜田住宅（浜田市）
  - 大東ニュータウン（雲南市）
  - 東福井団地（浜田市熱田町）
- 広島県住宅供給公社
  - グリューネン入野（環境共生住宅市街地モデル事業）（東広島市入野中山台）
  - ビューハイツ鈴ケ峰（広島市）
  - 高陽ニュータウン（広島市）
- 愛媛県住宅供給公社
  - 上野地区（環境共生住宅市街地モデル事業）（伊予市）
- 高知県住宅供給公社
  - 横浜ニュータウン（高知市）
  - 瀬戸西団地（高知市）
  - 植田団地（南国市）
  - 十市パークタウン（高知市）

## 九州地方
- 福岡県住宅供給公社
  - 百道（環境共生住宅市街地モデル事業）（福岡市早良区）
  - クラシオンシリーズ
  - フランネル壱岐（基本計画者として、積水ハウスと）（福岡市西区）
  - 那珂（福岡都市計画事業）（1958～1964年）（福岡市博多区）
  - 名残・広陵台（宗像都市計画事業）（1974～2011年）（宗像市）
- 福岡市住宅供給公社
  - ナイスティ香椎浜（東区香椎浜ニュータウン内の市公社賃貸住宅）
- 北九州市住宅供給公社
  - マーテル穴生（北九州市都市開発事業協同組合と）（環境共生住宅市街地モデル事業）（八幡西区鉄竜１丁目）
  - 千代ニュータウン（八幡西区）
  - ガーデンヴィレッジ天神（八幡東区）・パルクヴェール穴生（八幡西区）（市有地及び自己所有地を活用した定期借地権付分譲住宅事業）
- 長崎県住宅供給公社
  - 泉地区環境共生住宅市街地（環境共生住宅市街地モデル事業）（長崎市）
  - 西諫早ニュータウン（新住宅市街地開発事業）（1977年）（諫早市）
  - いさはや西部台（新住宅市街地開発事業）（2002年）（諫早市）
- 熊本県住宅供給公社
  - 緑陽ハイツ（基本計画者/熊本県プレハブ建築連絡協議会）（1992年）（菊陽町）
  - ヴェルデ・コモン長嶺（基本計画者/市浦都市 開発建築コンサルタンツ）（1994年）（熊本市東区）
  - 光の森（ゆめタウン光の森他）（菊陽町及び合志市）
- 旧大分県住宅供給公社・現大分県地域づくり機構
  - 明野ボンエルフ（基本計画者/宮脇檀建築研究室）（1987年）（大分市明野北）
  - 明野団地（1965年～）
- 鹿児島県住宅供給公社
- 宮崎県住宅供給公社
  - 希望ケ丘西地区環境共生住宅市街地（環境共生住宅市街地モデル事業）（宮崎市）
  - キャンパスタウンまなび野（宮崎市）
  - 倉岡ニュータウン（宮崎市）
  - 大塚台・生目台（宮崎市）
- 琉球土地住宅公社（現・沖縄県住宅供給公社）
  - 豊見城団地（1969～1976年）（豊見城市）
  - エコシティ・とはしな（環境共生住宅市街地モデル事業）（豊見城市）
  - 美浜ハイツ（環境共生住宅市街地モデル事業）（北谷町大字美浜）
  - 宮平ハイツ（環境共生住宅市街地モデル事業）（南風原町）